# Juncus guadeloupensis
Espèce
Classification APG III (2009)
Le jonc des hauts (Juncus guadeloupensis) est une espèce de plantes à fleurs de la famille des Juncaceae. C'est un jonc endémique à la Guadeloupe, dans les Antilles françaises.

## Description
Cette plante herbacée vivace pousse en touffes denses atteignant de 0,40 à 1,50 m de hauteur. La tige, d'un diamètre de 3 à 6 mm, est térète, tubuleuse, médulleuse et cloisonnée. Les feuilles basilaires sont très peu développées, les supérieures sont articulées, cylindriques et peuvent atteindre 30 cm de longueur. Elles sont vertes, souvent rubescentes.
Les fleurs, de 7 mm de longueur, se présentent en glomérules de 6 à 14 unités.